# بنجامین سیمونز
 بنجامین سیمونز (انگلیسی: Benjamin Simons؛ زاده ) یک دانشمند اهل بریتانیا است.